# Условия ⟨1ᵐ⟩ и ⟨0ᵐ⟩
Условие {\displaystyle \langle 1^{m}\rangle } — условие для булевой функции, требующее, чтобы для любых {\displaystyle m} единиц функции была общая единичная компонента. Другие обозначения условия: {\displaystyle 1^{m}}, {\displaystyle \langle A^{m}\rangle }, {\displaystyle [A_{m}{:}]}.
Условие {\displaystyle \langle 0^{m}\rangle } — условие для булевой функции, требующее, чтобы для любых {\displaystyle m} нулей функции была общая нулевая компонента. Другие обозначения условия: {\displaystyle 0^{m}}, {\displaystyle \langle a^{m}\rangle }, {\displaystyle [{:}a_{m}]}.
{\displaystyle m} может быть натуральным числом большим или равным {\displaystyle 2} или бесконечностью. 
Для фиксированного {\displaystyle m} множество функций, удовлетворяющих условию {\displaystyle \langle 1^{m}\rangle }, является замкнутым классом; обозначения: {\displaystyle T_{0,m}}, {\displaystyle I^{m}}, {\displaystyle F_{8}^{m}}. Двойственно, для фиксированного {\displaystyle m} множество функций, удовлетворяющих условию {\displaystyle \langle 0^{m}\rangle }, является замкнутым классом; обозначения: {\displaystyle T_{1,m}}, {\displaystyle O^{m}}, {\displaystyle F_{4}^{m}}. Для этих классов имеются следующие цепочки строгих включений:
{\displaystyle T_{0}\supset T_{0,2}\supset T_{0,3}\supset \ldots \supset T_{0,\infty }};
{\displaystyle T_{1}\supset T_{1,2}\supset T_{1,3}\supset \ldots \supset T_{1,\infty }}.
{\displaystyle T_{0}} и {\displaystyle T_{1}} здесь классы функций, сохраняющих 0 и 1 соответственно.
Примеры функций, которые удовлетворяют условию {\displaystyle \langle 1^{\infty }\rangle }, но не удовлетворяют условию {\displaystyle \langle 0^{2}\rangle }: {\displaystyle 0},{\displaystyle \land ,\not \leftarrow }. Примеры функций, которые удовлетворяют условию {\displaystyle \langle 0^{\infty }\rangle }, но не удовлетворяют условию {\displaystyle \langle 1^{2}\rangle }: {\displaystyle 1},{\displaystyle \lor ,\rightarrow }. Пример функции, которая сохраняет 0, но не удовлетворяет условию {\displaystyle \langle 1^{2}\rangle } — дизъюнкция.
Пример функции, которая сохраняет 1, но не удовлетворяет условию {\displaystyle \langle 0^{2}\rangle } — конъюнкция.
Примеры функций, которые удовлетворяют условию {\displaystyle \langle 1^{m}\rangle }, но не удовлетворяет условию {\displaystyle \langle 1^{m+1}\rangle }:
{\displaystyle h_{m}(x_{1},\ldots ,x_{m+1})} — равна {\displaystyle 1}, если хотя бы {\displaystyle m} её аргументов равны {\displaystyle 1}, иначе {\displaystyle 0};
{\displaystyle h_{m}'(x_{1},\ldots ,x_{m+1})} — равна {\displaystyle 1}, если ровно {\displaystyle m} её аргументов равны {\displaystyle 1}, иначе {\displaystyle 0}.
Двойственно, примеры функций, которые удовлетворяют условию {\displaystyle \langle 0^{m}\rangle }, но не удовлетворяет условию {\displaystyle \langle 0^{m+1}\rangle }:
{\displaystyle h_{m}^{*}(x_{1},\ldots ,x_{m+1})} — равна {\displaystyle 0}, если хотя бы {\displaystyle m} её аргументов равны {\displaystyle 0}, иначе {\displaystyle 1};
{\displaystyle h_{m}^{\prime *}(x_{1},\ldots ,x_{m+1})} — равна {\displaystyle 0}, если ровно {\displaystyle m} её аргументов равны {\displaystyle 0}, иначе {\displaystyle 1}.
Функция {\displaystyle h_{2}(x,y,z)=h_{2}^{*}(x,y,z)} есть функция голосования. Для {\displaystyle m>2} функции {\displaystyle h_{m}} и {\displaystyle h_{m}^{*}} не совпадают.

## Класс функций, удовлетворяющих условиям ⟨1ᵐ⟩ и ⟨0ᵐ⟩
Класс {\displaystyle T_{0,2}} является предполным в {\displaystyle T_{0}}; класс {\displaystyle T_{0,m}} для {\displaystyle 2<m<\infty } является
предполным в {\displaystyle T_{0,m-1}}; класс {\displaystyle T_{0,\infty }} не предполон нигде. В {\displaystyle T_{0,m},m<\infty } три предполных класса: {\displaystyle T_{0,m+1}}, {\displaystyle T_{0,m}\cap T_{1}} и {\displaystyle T_{0,m}\cap M}. В {\displaystyle T_{0,\infty }} два предполных класса:
{\displaystyle T_{0,\infty }\cap T_{1}} и {\displaystyle T_{0,\infty }\cap M}. Примеры базисов для {\displaystyle T_{0,m},m<\infty }: {\displaystyle \{h_{m}'(x_{1},\ldots ,x_{m+1})\}}, {\displaystyle \{h_{m}(x_{1},\ldots ,x_{m+1}),x\not \leftarrow y\}} и {\displaystyle \{h_{m}(x_{1},\ldots ,x_{m+1}),(x\lor y)(x\lor z)xyz,0\}}. Примеры базисов для {\displaystyle T_{0,\infty }}: {\displaystyle \{x\not \leftarrow y\}} и {\displaystyle \{x({\overline {y}}\lor z),0\}}. Минимальное количество элементов в базисе — 1, максимальное — для {\displaystyle m<\infty } равно 3, а для {\displaystyle m=\infty } равно 2. В классах {\displaystyle T_{0,m}} есть шефферовы функции.
Класс {\displaystyle T_{1,2}} является предполным в {\displaystyle T_{1}}; класс {\displaystyle T_{1,m}} для {\displaystyle 2<m<\infty } является
предполным в {\displaystyle T_{1,m-1}}; класс {\displaystyle T_{1,\infty }} не предполон нигде. В {\displaystyle T_{1,m},m<\infty } три предполных класса: {\displaystyle T_{1,m+1}}, {\displaystyle T_{1,m}\cap T_{0}} и {\displaystyle T_{1,m}\cap M}. В {\displaystyle T_{1,\infty }} два предполных класса:
{\displaystyle T_{1,\infty }\cap T_{0}} и {\displaystyle T_{1,\infty }\cap M}. Примеры базисов для {\displaystyle T_{1,m},m<\infty }: {\displaystyle \{h_{m}^{\prime *}(x_{1},\ldots ,x_{m+1})\}}, {\displaystyle \{h_{m}^{*}(x_{1},\ldots ,x_{m+1}),x\rightarrow y\}} и {\displaystyle \{h_{m}^{*}(x_{1},\ldots ,x_{m+1}),xy\lor xz\lor x\lor y\lor z,1\}}. Примеры базисов для {\displaystyle T_{1,\infty }}: {\displaystyle \{x\rightarrow y\}} и {\displaystyle \{x\lor {\overline {y}}z,1\}}. Минимальное количество элементов в базисе — 1, максимальное — для {\displaystyle m<\infty } равно 3, а для {\displaystyle m=\infty } равно 2. В классах {\displaystyle T_{0,m}} есть шефферовы функции.
Классы {\displaystyle T_{0,m}} и {\displaystyle T_{1,m}} двойственны друг другу.

## Пересечения с другими классами
Ни один из классов {\displaystyle T_{0,m}} и {\displaystyle T_{1,m}} нельзя представить как пересечение системы замкнутых классов, не содержащих один из классов {\displaystyle T_{0,m}} и {\displaystyle T_{1,m}}. Пересечение {\displaystyle T_{0,m}} и {\displaystyle T_{0,n}} для {\displaystyle m<n} даст {\displaystyle T_{0,n}}; пересечение {\displaystyle T_{1,m}} и {\displaystyle T_{1,n}} для {\displaystyle m<n} даст {\displaystyle T_{1,n}}. Пересечение {\displaystyle T_{0,m}} с {\displaystyle T_{0}} даст {\displaystyle T_{0,m}}; пересечение {\displaystyle T_{1,m}} с {\displaystyle T_{1}} даст {\displaystyle T_{1,m}}. Пересечение {\displaystyle T_{0,m}} с классом конъюнкций с константами {\displaystyle K} даст класс конъюнкций с нулями {\displaystyle K\cap T_{0}}; пересечение {\displaystyle T_{1,m}} с классом дизъюнкций с константами {\displaystyle D} даст класс дизъюнкций с единицами {\displaystyle D\cap T_{1}}.
Пересечение {\displaystyle T_{0,m}} с классом линейных функций {\displaystyle L} даст класс селекторов с нулями; аналогично при пересечении с классом дизъюнкций с константами {\displaystyle D} и с классом несущественных функций {\displaystyle U}:
{\displaystyle T_{0,m}\cap L=T_{0,m}\cap D=T_{0,m}\cap U=U\cap T_{0}}.
Пересечение {\displaystyle T_{1,m}} с классом линейных функций {\displaystyle L} даст класс селекторов с единицами; аналогично при пересечении с классом конъюнкций с константами {\displaystyle K} и с классом несущественных функций {\displaystyle U}:
{\displaystyle T_{1,m}\cap L=T_{1,m}\cap K=T_{1,m}\cap U=U\cap T_{1}}.
Пересечение классов {\displaystyle T_{0,2}} и {\displaystyle T_{1,2}} даст класс монотонных самодвойственных функций {\displaystyle M\cap S}; аналогично при пересечении {\displaystyle T_{0,2}} с классом самодвойственных функций и при пересечении {\displaystyle T_{1,2}} с классом самодвойственных функций:
{\displaystyle T_{0,2}\cap T_{1,2}=T_{0,2}\cap S=T_{1,2}\cap S=M\cap S}.
Для {\displaystyle m,n\geq 3} пересечение классов {\displaystyle T_{0,n}} и {\displaystyle T_{1,m}} даст класс селекторов {\displaystyle U\cap T_{0}\cap T_{1}}; аналогично при пересечении {\displaystyle T_{0,m}} с классом самодвойственных функций и при пересечении {\displaystyle T_{1,n}} с классом самодвойственных функций:
{\displaystyle T_{0,m}\cap T_{1,n}=T_{0,m}\cap S=T_{1,n}\cap S=U\cap T_{0}\cap T_{1}}.
Пересечение {\displaystyle T_{0,m}} с классом констант {\displaystyle C} даст класс нулей {\displaystyle C\cap T_{0}}; пересечение {\displaystyle T_{1,m}} с классом констант {\displaystyle C} даст класс единиц {\displaystyle C\cap T_{1}}.
Пересечение {\displaystyle T_{0,m}} с классом монотонных функций {\displaystyle M}, с классом {\displaystyle T_{0}}, а также с обоими классами {\displaystyle M} и {\displaystyle T_{0}}, даёт новые классы, которые непредставимы в виде пересечений {\displaystyle T_{0},T_{1},M,S,L,K,D,U,C} и не совпадают ни с одним из классов {\displaystyle T_{0,m},T_{1,m}}; аналогично и для {\displaystyle T_{1,m}}. Верно даже большее: все классы видов
{\displaystyle T_{0,m},T_{1,m},T_{0,m}\cap M,T_{1,m}\cap M,T_{0,m}\cap T_{1},T_{1,m}\cap T_{0},T_{0,m}\cap T_{1}\cap M,T_{1,m}\cap T_{1}\cap M}
попарно различны и ни один из них не является пересечением каких-либо из указанных выше классов.

## Монотонные функции, удовлетворяющие условиям ⟨1ᵐ⟩ и ⟨0ᵐ⟩
Монотонные функции, удовлетворяющие условию {\displaystyle \langle 1^{m}\rangle }, образуют замкнутый класс {\displaystyle T_{0,m}\cap M} (обозначение Поста {\displaystyle F_{7}^{m}} ). Класс {\displaystyle T_{0,2}\cap M} является предполным в {\displaystyle T_{0,2}} и в {\displaystyle M\cap T_{0}}; класс {\displaystyle T_{0,m}\cap M} для {\displaystyle 2<m<\infty } является предполным в {\displaystyle T_{0,m}} и в {\displaystyle T_{0,m-1}\cap M}; класс {\displaystyle T_{0,\infty }\cap M} является предполным в {\displaystyle T_{0,\infty }}. В {\displaystyle T_{0,m}\cap M,m<\infty } два предполных класса: {\displaystyle T_{0,m+1}\cap M} и {\displaystyle T_{0,m}\cap T_{1}\cap M}. В {\displaystyle T_{0,\infty }\cap M} два предполных класса:
{\displaystyle T_{0,\infty }\cap T_{1}\cap M} и {\displaystyle K\cap T_{0}}. Пример базиса для {\displaystyle T_{0,m}\cap M,m<\infty }: {\displaystyle \{h_{m}(x_{1},\ldots ,x_{m+1}),0\}}. Пример базиса для {\displaystyle T_{0,\infty }\cap M}: {\displaystyle \{x(y\lor z),0\}}. В базисе всегда ровно 2 функции. В классах {\displaystyle T_{0,m}\cap M} нет шефферовых функций.
Монотонные функции, удовлетворяющие условию {\displaystyle \langle 0^{m}\rangle }, образуют замкнутый класс {\displaystyle T_{1,m}\cap M} (обозначение Поста {\displaystyle F_{3}^{m}} ). Класс {\displaystyle T_{1,2}\cap M} является предполным в {\displaystyle T_{1,2}} и в {\displaystyle M\cap T_{1}}; класс {\displaystyle T_{1,m}\cap M} для {\displaystyle 2<m<\infty } является предполным в {\displaystyle T_{1,m}} и в {\displaystyle T_{1,m-1}\cap M}; класс {\displaystyle T_{1,\infty }\cap M} является предполным в {\displaystyle T_{1,\infty }}. В {\displaystyle T_{1,m}\cap M,m<\infty } два предполных класса: {\displaystyle T_{1,m+1}\cap M} и {\displaystyle T_{1,m}\cap T_{0}\cap M}. В {\displaystyle T_{1,\infty }\cap M} два предполных класса:
{\displaystyle T_{1,\infty }\cap T_{0}\cap M} и {\displaystyle D\cap T_{1}}. Пример базиса для {\displaystyle T_{1,m}\cap M,m<\infty }: {\displaystyle \{h_{m}^{*}(x_{1},\ldots ,x_{m+1}),1\}}. Пример базиса для {\displaystyle T_{1,\infty }\cap M}: {\displaystyle \{x\lor yz,1\}}. В базисе всегда ровно 2 функции. В классах {\displaystyle T_{1,m}\cap M} нет шефферовых функций.
Классы {\displaystyle T_{0,m}\cap M} и {\displaystyle T_{1,m}\cap M} двойственны друг другу.

## Функции, сохраняющие константы и удовлетворяющие условиям ⟨1ᵐ⟩ и ⟨0ᵐ⟩
Функции, сохраняющие константы и удовлетворяющие условию {\displaystyle \langle 1^{m}\rangle }, образуют замкнутый класс {\displaystyle T_{0,m}\cap T_{1}} (обозначение Поста {\displaystyle F_{5}^{m}} ). Класс {\displaystyle T_{0,2}\cap T_{1}} является предполным в {\displaystyle T_{0,2}} и в {\displaystyle T_{0}\cap T_{1}}; класс {\displaystyle T_{0,m}\cap T_{1}} для {\displaystyle 2<m<\infty } является предполным в {\displaystyle T_{0,m}} и в {\displaystyle T_{0,m-1}\cap T_{1}}; класс {\displaystyle T_{0,\infty }\cap T_{1}} является предполным в {\displaystyle T_{0,\infty }}. В {\displaystyle T_{0,m}\cap T_{1},m<\infty } два предполных класса: {\displaystyle T_{0,m+1}\cap T_{1}} и {\displaystyle T_{0,m}\cap T_{1}\cap M}. В {\displaystyle T_{0,\infty }\cap T_{1}} один предполный класс:
{\displaystyle T_{0,\infty }\cap T_{1}\cap M}. Пример базиса для {\displaystyle T_{0,m}\cap T_{1},m<\infty }: {\displaystyle \{h_{m}(x_{1},\ldots ,x_{m+1}),x(y\lor {\overline {z}})\}}. Пример базиса для {\displaystyle T_{0,\infty }\cap T_{1}}: {\displaystyle \{x(y\lor {\overline {z}})\}}.
Функции, сохраняющие константы и удовлетворяющие условию {\displaystyle \langle 0^{m}\rangle }, образуют замкнутый класс {\displaystyle T_{1,m}\cap T_{0}} (обозначение Поста {\displaystyle F_{1}^{m}} ). Класс {\displaystyle T_{1,2}\cap T_{0}} является предполным в {\displaystyle T_{1,2}} и в {\displaystyle T_{0}\cap T_{1}}; класс {\displaystyle T_{1,m}\cap T_{0}} для {\displaystyle 2<m<\infty } является предполным в {\displaystyle T_{1,m}} и в {\displaystyle T_{1,m-1}\cap T_{0}}; класс {\displaystyle T_{1,\infty }\cap T_{0}} является предполным в {\displaystyle T_{1,\infty }}. В {\displaystyle T_{1,m}\cap T_{0},m<\infty } два предполных класса: {\displaystyle T_{1,m+1}\cap T_{0}} и {\displaystyle T_{1,m}\cap T_{0}\cap M}. В {\displaystyle T_{1,\infty }\cap T_{0}} один предполный класс:
{\displaystyle T_{1,\infty }\cap T_{0}\cap M}. Пример базиса для {\displaystyle T_{1,m}\cap T_{0},m<\infty }: {\displaystyle \{h_{m}^{*}(x_{1},\ldots ,x_{m+1}),x\lor y{\overline {z}}\}}. Пример базиса для {\displaystyle T_{1,\infty }\cap T_{0}}: {\displaystyle \{x\lor y{\overline {z}}\}}.
Классы {\displaystyle T_{0,m}\cap T_{1}} и {\displaystyle T_{1,m}\cap T_{0}} двойственны друг другу.

## Монотонные функции, сохраняющие константы и удовлетворяющие условиям ⟨1ᵐ⟩ и ⟨0ᵐ⟩
Монотонные функции, сохраняющие константы и удовлетворяющие условию {\displaystyle \langle 1^{m}\rangle }, образуют замкнутый класс {\displaystyle T_{0,m}\cap T_{1}\cap M} (обозначение Поста {\displaystyle F_{6}^{m}} ). Класс {\displaystyle T_{0,2}\cap T_{1}\cap M} является предполным в {\displaystyle T_{0,2}\cap M}, {\displaystyle T_{0,2}\cap T_{1}} и в {\displaystyle M\cap T_{0}\cap T_{1}}; класс {\displaystyle T_{0,m}\cap T_{1}\cap M} для {\displaystyle 2<m<\infty } является предполным в {\displaystyle T_{0,m}\cap M}, {\displaystyle T_{0,2}\cap T_{1}} и в {\displaystyle T_{0,m-1}\cap T_{1}\cap M}; класс {\displaystyle T_{0,\infty }\cap T_{1}\cap M} является предполным в {\displaystyle T_{0,\infty }\cap M} и {\displaystyle T_{0,\infty }\cap T_{1}}. В {\displaystyle T_{0,2}\cap M\cap T_{1}} два предполных класса: {\displaystyle T_{0,3}\cap M\cap T_{1}} и {\displaystyle M\cap S}. В {\displaystyle T_{0,m}\cap T_{1}\cap M,2<m<\infty } один предполный класс {\displaystyle T_{0,m+1}\cap T_{1}\cap M}. В {\displaystyle T_{0,\infty }\cap T_{1}\cap M} один предполный класс:
{\displaystyle K\cap T_{0}\cap T_{1}}. Пример базиса для {\displaystyle T_{0,2}\cap T_{1}\cap M}: {\displaystyle \{h_{2}(x,y,z),x(y\lor z)\}}. Пример базиса для {\displaystyle T_{0,m}\cap T_{1}\cap M,2<m<\infty }: {\displaystyle \{h_{m}(x_{1},\ldots ,x_{m+1})\}}. Пример базиса для {\displaystyle T_{0,\infty }\cap T_{1}\cap M}: {\displaystyle \{x(y\lor z)\}}.
Монотонные функции, сохраняющие константы и удовлетворяющие условию {\displaystyle \langle 0^{m}\rangle }, образуют замкнутый класс {\displaystyle T_{1,m}\cap T_{0}\cap M} (обозначение Поста {\displaystyle F_{2}^{m}} ). Класс {\displaystyle T_{1,2}\cap T_{0}\cap M} является предполным в {\displaystyle T_{1,2}\cap M}, {\displaystyle T_{1,2}\cap T_{0}} и в {\displaystyle M\cap T_{0}\cap T_{1}}; класс {\displaystyle T_{1,m}\cap T_{0}\cap M} для {\displaystyle 2<m<\infty } является предполным в {\displaystyle T_{1,m}\cap M}, {\displaystyle T_{1,2}\cap T_{0}} и в {\displaystyle T_{1,m-1}\cap T_{0}\cap M}; класс {\displaystyle T_{1,\infty }\cap T_{0}\cap M} является предполным в {\displaystyle T_{1,\infty }\cap M} и {\displaystyle T_{1,\infty }\cap T_{0}}. В {\displaystyle T_{1,2}\cap M\cap T_{0}} два предполных класса: {\displaystyle T_{1,3}\cap M\cap T_{0}} и {\displaystyle M\cap S}. В {\displaystyle T_{1,m}\cap T_{0}\cap M,2<m<\infty } один предполный класс {\displaystyle T_{1,m+1}\cap T_{0}\cap M}. В {\displaystyle T_{1,\infty }\cap T_{0}\cap M} один предполный класс:
{\displaystyle K\cap T_{1}\cap T_{0}}. Пример базиса для {\displaystyle T_{1,2}\cap T_{0}\cap M}: {\displaystyle \{h_{2}(x,y,z),x\lor yz\}}. Пример базиса для {\displaystyle T_{1,m}\cap T_{0}\cap M,2<m<\infty }: {\displaystyle \{h_{m}^{*}(x_{1},\ldots ,x_{m+1})\}}. Пример базиса для {\displaystyle T_{1,\infty }\cap T_{0}\cap M}: {\displaystyle \{x\lor yz\}}.
Классы {\displaystyle T_{0,m}\cap T_{1}\cap M} и {\displaystyle T_{1,m}\cap T_{0}\cap M} двойственны друг другу.